# Bas de Leede
Bastiaan Franciscus Wilhelmus de Leede (bekannt als Bas de Leede; * 15. November 1999 in Nootdorp) ist ein niederländischer Cricketspieler, der seit 2017 für die niederländische Nationalmannschaft spielt.

## Kindheit
Cricket spielt in der Familie von De Leede eine wichtige Rolle. So spielte schon sein Vater, Tim de Leede, in der niederländischen Nationalmannschaft und auch seine Cousine, Babbette de Leede, spielt für die Niederlande.

## Aktive Karriere
De Leede gab sein First-Class-Debüt im Dezember 2017 beim ICC Intercontinental Cup 2015–2017 gegen Namibia. Im Juni 2018 folgte dann sein Debüt im Twenty20-Cricket bei einem heimischen Drei-Nationen-Turnier gegen Irland. Kurz darauf folgte dann das ODI-Debüt bei einer Tour gegen Nepal. Sein erstes internationales Fifty gelang ihm im April 2021 bei einem Twenty20-Drei-Nationen-Turnier in Nepal, als er gegen den  Gastgeber 81* Runs erzielte und dafür als Spieler des Spiels ausgezeichnet wurde. Sein erstes Fifty im ODI-Cricket folgte im Juni 2022 in einer Serie gegen England. Danach wurde er zu einem immer wichtigeren Spieler für das niederländische Team. In der Qualifikation für den Twenty20-World-Cup erzielte er im Halbfinale gegen die Vereinigten Staaten ein Fifty über 91* Runs, womit er die Endrunden-Qualifikation sicherte und dafür als Spieler des Spiels ausgezeichnet wurde. Im August gelangen ihm in beiden Twenty20s gegen Neuseeland jeweils ein Fifty (66 und 53* Runs). Daraufhin kam Pakistan für eine ODI-Serie in die Niederlande. Im zweiten Spiel gelang ihm dabei ein Half-Century über 89 Runs und im dritten als Bowler 3 Wickets für 50 Runs.
Er wurde dann für den ICC Men’s T20 World Cup 2022 nominiert, wo er im Eröffnungsspiel gegen die Vereinigten Arabischen Emirate mit 3 Wickets für 19 Runs als Spieler des Spiels ausgezeichnet wurde. Mit insgesamt 13 Wickets war er dann hinter Wanindu Hasaranga und Sam Curran der dritterfolgreichste Bowler des Turniers. Daraufhin erhielt er einen Vertrag mit Durham im englischen County Cricket. Im Sommer 2023 war er am ICC Cricket World Cup Qualifier 2023 beteiligt. Hier konnte er gegen Sri Lanka in der Super-Six-Runde 3 Wickets für 42 Runs erzielen. Im entscheidenden Spiel gegen Schottland konnte er dann erst das schottische Team mit seinem ersten Five-for über 5 Wickets für 52 Runs begrenzen, bevor er mit seinem ersten Century über 123 Runs aus 92 Bällen den Sieg und damit die Qualifikation für die Weltmeisterschaft sicherte. Dafür wurde er als Spieler des Spiels ausgezeichnet.